# Nati nel 1994/Maggio
| Questa pagina contiene informazioni ricavate automaticamente dalle voci biografiche con l'ausilio del template Bio e di un bot. L'aggiornamento è periodico e automatico e ricostruisce completamente la pagina. Se manca una persona in questa lista, sei pregato di non aggiungerla, ma accertati piuttosto che la sua voce biografica contenga il template Bio e che i dati anagrafici siano correttamente compilati. Se il template Bio manca, inseriscilo tu stesso o, in alternativa, metti l'avviso {{tmp\|Bio}} che ne segnala la mancanza. Se i dati riportati sono sbagliati, correggi direttamente la voce biografica; le modifiche saranno visibili in questa lista entro pochi giorni. Per chiarimenti vedi il progetto biografie. La lista contiene solo le 516 persone che sono citate nell'enciclopedia e per le quali è stato implementato correttamente il template Bio. Pagina aggiornata al 18 ago 2025. |

- 1º maggio - Kahraman Demirtaș, calciatore turco
- 1º maggio - İlkay Durmuş, calciatore tedesco
- 1º maggio - Lewis Gibson, danzatore su ghiaccio britannico
- 1º maggio - Daniel Granli, calciatore norvegese
- 1º maggio - Kacy Hill, cantante statunitense
- 1º maggio - Petra Hynčicová, fondista ceca
- 1º maggio - Edgar Ié, calciatore guineense
- 1º maggio - Jirakit Kuariyakul, attore televisivo thailandese
- 1º maggio - Lin Sheng, schermitrice cinese
- 1º maggio - Sean Maguire, calciatore inglese
- 1º maggio - Juan Carlos Mora, ex calciatore venezuelano
- 1º maggio - Wallace Oliveira dos Santos, ex calciatore brasiliano
- 1º maggio - Maxi Oruste, hockeista su pista argentino
- 1º maggio - Eddie Roberts, calciatore panamense
- 1º maggio - Karim Rossi, calciatore svizzero
- 1º maggio - Steffen Schäfer, calciatore tedesco
- 1º maggio - Kōsuke Shirai, calciatore giapponese
- 1º maggio - Krisztián Tóth, judoka ungherese
- 1º maggio - Zheng Shuyin, taekwondoka cinese
- 1º maggio - Chamzat Čimaev, artista marziale misto russo
- 2 maggio - Kacper Borowski, cestista polacco
- 2 maggio - Pyrex, rapper italiano
- 2 maggio - Carlos Chavarría, calciatore nicaraguense
- 2 maggio - Alexander Choupenitch, schermidore ceco
- 2 maggio - Gerard Descarrega, atleta paralimpico spagnolo
- 2 maggio - Mohammadali Geraei, lottatore iraniano
- 2 maggio - Luçije Gjini, calciatrice albanese
- 2 maggio - Kerstin Nicolussi, ex sciatrice alpina austriaca
- 2 maggio - Yasin Ozay, lottatore francese
- 2 maggio - Qin Siyu, pallavolista cinese
- 2 maggio - Tarkan Serbest, calciatore austriaco
- 2 maggio - Metin Türen, cestista turco
- 3 maggio - Kate Aizsila, ex cestista lettone
- 3 maggio - Chima Akas, calciatore nigeriano
- 3 maggio - Soufiane Bouftini, calciatore marocchino
- 3 maggio - Omar Browne, calciatore panamense
- 3 maggio - Francesco Celeste, calciatore argentino
- 3 maggio - Nikolaj Groth, attore e modello danese
- 3 maggio - Matías Gutiérrez, calciatore cileno
- 3 maggio - Famoussa Koné, ex calciatore maliano
- 3 maggio - Gaëtan Laborde, calciatore francese
- 3 maggio - Diego Lopes, calciatore brasiliano
- 3 maggio - Andi Matichak, attrice statunitense
- 3 maggio - Rikiya Matsuda, rugbista a 15 giapponese
- 3 maggio - Simone Sardanelli, pallavolista italiano
- 3 maggio - Alice Sharpe, pistard e ciclista su strada irlandese
- 3 maggio - Jessica Sula, attrice britannica
- 3 maggio - Metin Toy, pallavolista turco
- 4 maggio - Julie Biesmans, calciatrice belga
- 4 maggio - Pharaoh Brown, giocatore di football americano statunitense
- 4 maggio - Lara Caravello, ex pallavolista italiana
- 4 maggio - Andrej Desjatnikov, cestista russo
- 4 maggio - Paola Di Marino, calciatrice italiana
- 4 maggio - Pauline Ducruet, ex tuffatrice monegasca
- 4 maggio - Alexander Gould, attore e doppiatore statunitense
- 4 maggio - Kike Gómez, calciatore spagnolo
- 4 maggio - Adéla Hanzlíčková, lottatrice ceca
- 4 maggio - Sarah Huchet, calciatrice francese
- 4 maggio - Aleksandra Krzemieniecka, taekwondoka polacca
- 4 maggio - Otávio Henrique Santos, calciatore brasiliano
- 4 maggio - Leandro Miguel Pereira da Silva, calciatore portoghese
- 4 maggio - Nathan Peterman, giocatore di football americano statunitense
- 4 maggio - Gonzalo Pires, giocatore di calcio a 5 argentino
- 4 maggio - Stefano Scognamillo, calciatore italiano
- 4 maggio - Sílvio Rodrigues Pereira Júnior, calciatore brasiliano
- 4 maggio - Joachim Torrelli, giocatore di football americano francese
- 4 maggio - RaeLynn, cantante statunitense
- 4 maggio - Zhu Yaming, triplista cinese
- 4 maggio - Petr Ševčík, calciatore ceco
- 5 maggio - Talat Altunbey, cestista turco
- 5 maggio - Amari'i Bell, calciatore giamaicano
- 5 maggio - Mattia Caldara, calciatore italiano
- 5 maggio - Terrence Dzvukamanja, calciatore zimbabwese
- 5 maggio - Henk Lategan, pilota di rally sudafricano
- 5 maggio - Lucas López, ex calciatore uruguaiano
- 5 maggio - Rashid Mandawa, calciatore tanzaniano
- 5 maggio - Javier Manquillo, calciatore spagnolo
- 5 maggio - Lukas O'Connor, giocatore di football americano statunitense
- 5 maggio - Artëm Okulov, sollevatore russo
- 5 maggio - Rachele Qualla, ex nuotatrice italiana
- 5 maggio - Francesca Salaorni, ex calciatrice italiana
- 5 maggio - Tavarius Shine, cestista statunitense
- 5 maggio - Dennis Srbeny, calciatore tedesco
- 5 maggio - Hafizh Syahrin, pilota motociclistico malese
- 5 maggio - Miłosz Trojak, calciatore polacco
- 5 maggio - Celeste, cantante britannica
- 5 maggio - Adam Zreľák, calciatore slovacco
- 6 maggio - Sultan Al-Ghanam, calciatore saudita
- 6 maggio - Riad Bajić, calciatore bosniaco
- 6 maggio - Anthony Beane, cestista statunitense
- 6 maggio - Barnabás Bese, calciatore ungherese
- 6 maggio - Emily Campbell, sollevatrice britannica
- 6 maggio - Dalma Caneva, lottatrice italiana
- 6 maggio - Sam Dekker, cestista statunitense
- 6 maggio - Damyean Dotson, cestista statunitense
- 6 maggio - Ítalo Ferreira, surfista brasiliano
- 6 maggio - Kevin Friesenbichler, calciatore austriaco
- 6 maggio - Noah Galvin, attore e disc jockey statunitense
- 6 maggio - Silvio Herklotz, ex ciclista su strada tedesco
- 6 maggio - Mateo Kovačić, calciatore croato
- 6 maggio - Jarrion Lawson, lunghista e velocista statunitense
- 6 maggio - Guillermo Maripán, calciatore cileno
- 6 maggio - Grace Min, tennista statunitense
- 6 maggio - Juan Musso, calciatore argentino
- 6 maggio - Peter Onyekachi, calciatore nigeriano
- 6 maggio - Nate Lee, calciatore statunitense
- 6 maggio - George Rexstrew, attore inglese
- 6 maggio - Luca Schnellbacher, calciatore tedesco
- 6 maggio - Ibroihim Youssouf, calciatore comoriano
- 6 maggio - Christian Zock, calciatore camerunese
- 6 maggio - Daniel de Sousa Brito, calciatore brasiliano
- 6 maggio - Raí Ramos, calciatore brasiliano
- 7 maggio - Abdellatif Baka, atleta paralimpico algerino
- 7 maggio - Ruslan Bolov, calciatore russo
- 7 maggio - Stefan Čupić, calciatore serbo
- 7 maggio - Pauline Hammarlund, calciatrice svedese
- 7 maggio - Reggie Johnson, cestista statunitense
- 7 maggio - Olanrewaju Kehinde, calciatore nigeriano
- 7 maggio - Bartosz Kwiecień, calciatore polacco
- 7 maggio - Luís Gomes, ciclista su strada portoghese
- 7 maggio - Héctor Majul, hockeista su ghiaccio messicano
- 7 maggio - Dino Mikanović, calciatore croato
- 7 maggio - Ilaria Milazzo, cestista italiana
- 7 maggio - Sylvio Ouassiero, ex calciatore francese
- 7 maggio - Michael Roberts, giocatore di football americano statunitense
- 7 maggio - Andrés Robles, calciatore cileno
- 7 maggio - İlter Taşkın, calciatore azero
- 8 maggio - Luke Adams, calciatore australiano
- 8 maggio - Okan Aydın, calciatore turco
- 8 maggio - Vladimír Brodziansky, cestista slovacco
- 8 maggio - Brendan Chang, pallavolista statunitense
- 8 maggio - Austin Johnson, giocatore di football americano statunitense
- 8 maggio - Alexis Jones, cestista statunitense
- 8 maggio - Jalen Robinson, calciatore statunitense
- 8 maggio - Ludovic Soares, calciatore francese
- 8 maggio - Zach Tinker, attore statunitense
- 8 maggio - Mikael Torpegaard, tennista danese
- 8 maggio - Ajeé Wilson, mezzofondista statunitense
- 8 maggio - Alexis Zárate, ex calciatore argentino
- 9 maggio - Seydou Aboubacar, cestista nigerino
- 9 maggio - Dávid Banai, calciatore ungherese
- 9 maggio - Ezequiel Bonifacio, calciatore argentino
- 9 maggio - Dmytro Chl'obas, calciatore ucraino
- 9 maggio - Gianluca Dapiran, pallamanista italiano
- 9 maggio - Marvin Egho, calciatore austriaco
- 9 maggio - Hame Faiva, rugbista a 15 neozelandese
- 9 maggio - Vittorio Ghirelli, pilota automobilistico italiano
- 9 maggio - Mauro Castagna, giocatore di calcio a 5 italiano
- 9 maggio - Pol Moreno, calciatore spagnolo
- 9 maggio - Liz Parnov, astista australiana
- 9 maggio - OJ Porteria, calciatore statunitense
- 9 maggio - Eric Saubert, giocatore di football americano statunitense
- 9 maggio - Kosmas Tsilianidīs, ex calciatore greco
- 9 maggio - Patrick Twumasi, calciatore ghanese
- 9 maggio - Arianna Valcepina, pattinatrice di short track italiana
- 9 maggio - Andreas Vazaios, nuotatore greco
- 9 maggio - Guido Vianello, pugile italiano
- 9 maggio - Árni Vilhjálmsson, calciatore islandese
- 9 maggio - Yeo Hoe-hyun, attore sudcoreano
- 10 maggio - Bismark Adjei-Boateng, calciatore ghanese
- 10 maggio - Ellen Allgurin, tennista svedese
- 10 maggio - Andrew Bernardini, ex giocatore di football americano brasiliano
- 10 maggio - Laurențiu Corbu, calciatore rumeno
- 10 maggio - Gabriel Dias de Oliveira, calciatore brasiliano
- 10 maggio - Damonte Dodd, cestista statunitense
- 10 maggio - Tifany Huot-Marchand, pattinatrice di short track francese
- 10 maggio - Yūki Itō, saltatrice con gli sci giapponese
- 10 maggio - Holicharan Narzary, calciatore indiano
- 10 maggio - Thomas Newson, disc jockey e produttore discografico olandese
- 10 maggio - Quentin Ngakoutou, calciatore centrafricano
- 10 maggio - Yordan Osorio, calciatore venezuelano
- 10 maggio - Femke Pluim, astista olandese
- 10 maggio - Italo Quazzola, mezzofondista italiano
- 10 maggio - Michał Siess, schermidore polacco
- 10 maggio - David Stec, calciatore austriaco
- 10 maggio - Bence Sós, calciatore ungherese
- 10 maggio - Vincenzo Vigliotti, multiplista italiano
- 11 maggio - David Alvarez, attore, cantante e ballerino canadese
- 11 maggio - Cédric Bah, cestista ivoriano
- 11 maggio - Francesco D'Armiento, schermidore italiano
- 11 maggio - Fabienne Dongus, calciatrice tedesca
- 11 maggio - Tamar Dongus, calciatrice tedesca
- 11 maggio - Hagos Gebrhiwet, mezzofondista etiope
- 11 maggio - Paulina Grassl, ex sciatrice alpina svedese
- 11 maggio - Roberto Insigne, calciatore italiano
- 11 maggio - Callum Kerr, attore, modello e musicista scozzese
- 11 maggio - Osmar Leguizamón, calciatore paraguaiano
- 11 maggio - Daniel Sáez, ex calciatore cubano
- 11 maggio - Josep Pérez, cestista spagnolo
- 11 maggio - Lucas Possignolo, calciatore brasiliano
- 11 maggio - Ramini Shamilishvili, sollevatore georgiano
- 11 maggio - EST Gee, rapper statunitense
- 11 maggio - Menno Vloon, astista olandese
- 11 maggio - Jihad Ward, giocatore di football americano statunitense
- 11 maggio - Courtney Williams, cestista statunitense
- 12 maggio - Azer Aliev, calciatore russo
- 12 maggio - Tomáš Břečka, calciatore ceco
- 12 maggio - Marc-Aurèle Caillard, calciatore francese
- 12 maggio - Billy King, calciatore scozzese
- 12 maggio - Drew Mikuska, attore statunitense
- 12 maggio - Ariana Miyamoto, modella giapponese
- 12 maggio - Giulia Moroni, cestista italiana
- 12 maggio - Mark Prinsen, pattinatore di short track olandese
- 12 maggio - Mona Shaito, schermitrice libanese
- 12 maggio - Karoline Smidt Nielsen, ex calciatrice danese
- 12 maggio - Giovanni Zaro, calciatore italiano
- 12 maggio - Flávio da Silva Ramos, calciatore brasiliano
- 13 maggio - Joost van Aken, ex calciatore olandese
- 13 maggio - Ahmad Al-Mutairi, atleta paralimpico kuwaitiano
- 13 maggio - Loïc Bruni, mountain biker francese
- 13 maggio - Troy Caesar, calciatore anglo-verginiano
- 13 maggio - Geferson, calciatore brasiliano
- 13 maggio - Stacy Coley, ex giocatore di football americano statunitense
- 13 maggio - Gabriel Matías Fernández, calciatore uruguaiano
- 13 maggio - Andile Fikizolo, ex calciatore sudafricano
- 13 maggio - Chica Sobresalto, cantante spagnola
- 13 maggio - Arthur Iturria, rugbista a 15 francese
- 13 maggio - Grégoire Lefebvre, calciatore francese
- 13 maggio - Adrián Marín Lugo, calciatore messicano
- 13 maggio - Cameron McEvoy, nuotatore australiano
- 13 maggio - Łukasz Moneta, calciatore polacco
- 13 maggio - Tashreeq Morris, calciatore sudafricano
- 13 maggio - Amar Rahmanović, calciatore bosniaco
- 13 maggio - Gherardo Sabatini, cestista italiano
- 13 maggio - Benjamin Sene, cestista francese
- 13 maggio - Percy Tau, calciatore sudafricano
- 13 maggio - Jeril Taylor, cestista statunitense
- 13 maggio - Dakarai Tucker, cestista statunitense
- 13 maggio - Wang Zhouyu, sollevatrice cinese
- 13 maggio - Petr Šafarčík, cestista ceco
- 14 maggio - Pernille Blume, ex nuotatrice danese
- 14 maggio - Bronte Campbell, nuotatrice australiana
- 14 maggio - Édison Flores, calciatore peruviano
- 14 maggio - Tony Gonsolin, giocatore di baseball statunitense
- 14 maggio - Isaac Hamilton, cestista statunitense
- 14 maggio - Fabian Heinle, lunghista tedesco
- 14 maggio - Juliette Kemppi, calciatrice finlandese
- 14 maggio - Marquinhos, calciatore brasiliano
- 14 maggio - Giulio Perini, cestista italiano
- 14 maggio - Dennis Praet, calciatore belga
- 14 maggio - Gilles Roulin, ex sciatore alpino svizzero
- 14 maggio - Sebastian Schönberger, ex ciclista su strada austriaco
- 14 maggio - Manōlīs Siōpīs, calciatore greco
- 14 maggio - Matteo Tambone, cestista italiano
- 14 maggio - Jüri-Mikk Udam, canottiere estone
- 14 maggio - Elijah Wilson, cestista statunitense
- 15 maggio - Abdulmajeed Al-Sulayhem, calciatore saudita
- 15 maggio - Amir Bilali, calciatore macedone
- 15 maggio - Giada Carmassi, ostacolista italiana
- 15 maggio - Valentina Cillara Rossi, ex sciatrice alpina italiana
- 15 maggio - Henrietta Csiszár, calciatrice e giocatrice di calcio a 5 ungherese
- 15 maggio - Matilde Fidalgo, calciatrice portoghese
- 15 maggio - Steliano Filip, calciatore rumeno
- 15 maggio - Filippos Kalogiannidīs, cestista greco
- 15 maggio - Anthony Mossi, calciatore francese
- 15 maggio - Maximilian Sauer, calciatore tedesco
- 15 maggio - Alex Silva, calciatore brasiliano
- 16 maggio - Hêndrio Araújo, calciatore brasiliano
- 16 maggio - Arthur Guilherme, giocatore di calcio a 5 brasiliano
- 16 maggio - Travis Bennett, attore statunitense
- 16 maggio - Anthony Biekman, ex calciatore olandese
- 16 maggio - José Carlos Cracco Neto, calciatore brasiliano
- 16 maggio - Ádám Fekete, canoista ungherese
- 16 maggio - Ángel González, calciatore argentino
- 16 maggio - Kamu Grugier-Hill, giocatore di football americano statunitense
- 16 maggio - Selim Gündüz, calciatore tedesco
- 16 maggio - Miles Heizer, attore e musicista statunitense
- 16 maggio - Paulina Hersler, cestista svedese
- 16 maggio - Jin Yang, pattinatore artistico su ghiaccio cinese
- 16 maggio - Šarabutdin Magomedov, artista marziale misto e thaiboxer russo
- 16 maggio - Merthan Mutlu, cestista turco
- 16 maggio - Omos, wrestler nigeriano
- 16 maggio - Maksim Osipenko, calciatore russo
- 16 maggio - Felipe Paradynski, giocatore di calcio a 5 brasiliano
- 16 maggio - Bryan Rabello, calciatore cileno
- 16 maggio - Stefan Rogentin, sciatore alpino svizzero
- 16 maggio - Jason Rüesch, fondista svizzero
- 16 maggio - Péter Sebestyén, pilota motociclistico ungherese
- 16 maggio - Anthony Turgis, ciclista su strada e ciclocrossista francese
- 16 maggio - Kathinka von Deichmann, tennista liechtensteinese
- 17 maggio - Roberto Aguayo, giocatore di football americano statunitense
- 17 maggio - Morolake Akinosun, velocista statunitense
- 17 maggio - Alexander Armah, giocatore di football americano statunitense
- 17 maggio - Anthony Blondell, calciatore venezuelano
- 17 maggio - Supreme Hannah, cestista statunitense
- 17 maggio - Odyssey Jones, wrestler statunitense
- 17 maggio - Markéta Konvičková, cantante ceca
- 17 maggio - Elettra Lamborghini, cantante, showgirl e conduttrice televisiva italiana
- 17 maggio - Viktorija Mirošničenko, attrice russa
- 17 maggio - Eulânio Ângelo Chipela Gomes, calciatore portoghese
- 17 maggio - Branislav Niňaj, calciatore slovacco
- 17 maggio - Arthur Henrique, calciatore brasiliano
- 17 maggio - Henri Piispanen, cantante, doppiatore e conduttore televisivo finlandese
- 17 maggio - Julie Anne San Jose, cantautrice e attrice filippina
- 17 maggio - Jason Spriggs, giocatore di football americano statunitense
- 17 maggio - Devin Thomas, cestista statunitense
- 17 maggio - Michal Trávník, calciatore ceco
- 17 maggio - Ahmed Yasser, calciatore qatariota
- 17 maggio - Marko Živković, calciatore serbo
- 18 maggio - Clint Capela, cestista svizzero
- 18 maggio - Edson Castillo, calciatore venezuelano
- 18 maggio - Laura Esquivel, attrice, conduttrice televisiva e cantante argentina
- 18 maggio - Omari Gudul, cestista della Repubblica Democratica del Congo
- 18 maggio - Simen Juklerød, calciatore norvegese
- 18 maggio - Shay McCartan, calciatore nordirlandese
- 18 maggio - Paul Nardi, calciatore francese
- 18 maggio - Faustine Robert, calciatrice francese
- 18 maggio - Naomi Schiff, pilota automobilistico belga
- 18 maggio - Karly Shorr, ex snowboarder statunitense
- 18 maggio - Esther Supreeleela, attrice thailandese
- 18 maggio - Benjamin Tatar, calciatore bosniaco
- 18 maggio - Aleksandar Čavrić, calciatore serbo
- 18 maggio - Ebru Şahin, attrice turca
- 19 maggio - Cristian Benavente, calciatore peruviano
- 19 maggio - Luigi Canotto, calciatore italiano
- 19 maggio - Gabriela Guimarães, pallavolista brasiliana
- 19 maggio - Carlos Guzmán, calciatore messicano
- 19 maggio - Alberto Munárriz, pallanuotista spagnolo
- 19 maggio - Shōgo Nakahara, calciatore giapponese
- 19 maggio - Amadou Wonkoye, calciatore nigerino
- 19 maggio - María Xiao, tennistavolista portoghese
- 19 maggio - Méba-Mickaël Zézé, velocista francese
- 20 maggio - Alex Høgh Andersen, attore danese
- 20 maggio - C.J. Prosise, giocatore di football americano statunitense
- 20 maggio - Peyton Clark, attore statunitense
- 20 maggio - Okan Deniz, calciatore turco
- 20 maggio - Giorgio Ghiotti, scrittore e poeta italiano
- 20 maggio - Darwin González, calciatore venezuelano
- 20 maggio - Patryk Hoły, giocatore di calcio a 5 polacco
- 20 maggio - Zelimkhan Khadjiev, lottatore francese
- 20 maggio - Monteze Latimore, giocatore di football americano statunitense
- 20 maggio - Luis Hernando Mena, calciatore colombiano
- 20 maggio - Manuel David Milinković, ex calciatore serbo
- 20 maggio - Kerim Mrabti, calciatore svedese
- 20 maggio - Oriol Paulí, cestista spagnolo
- 20 maggio - Agnese Tartaglione, hockeista su ghiaccio e hockeista in-line italiana
- 20 maggio - Piotr Zieliński, calciatore polacco
- 20 maggio - Lennart van Lierop, canottiere olandese
- 20 maggio - Václav Šafránek, tennista ceco
- 21 maggio - Denis Arreola, cavaliere italiano
- 21 maggio - Krzysztof Biegun, ex saltatore con gli sci polacco
- 21 maggio - Tom Daley, ex tuffatore britannico
- 21 maggio - Devin Funchess, giocatore di football americano statunitense
- 21 maggio - Roberto González, ciclista su strada panamense
- 21 maggio - Branimir Grozdanov, pallavolista bulgaro
- 21 maggio - Taddeo Lwanga, calciatore ugandese
- 21 maggio - Maciej Muzaj, pallavolista polacco
- 21 maggio - Evan Palmer-Charrette, ex fondista canadese
- 21 maggio - Jazmin Sawyers, lunghista e bobbista britannica
- 21 maggio - Francisco Vera, ex calciatore paraguaiano
- 22 maggio - Joseph Attamah, calciatore ghanese
- 22 maggio - Antoine Brizard, pallavolista francese
- 22 maggio - José Antonio Caro Díaz, calciatore spagnolo
- 22 maggio - Einar Galilea, calciatore spagnolo
- 22 maggio - Lee Soon-min, calciatore sudcoreano
- 22 maggio - Ryan Logan, cestista statunitense
- 22 maggio - Athīna Manoukian, cantante greca
- 22 maggio - Jake McGing, ex calciatore australiano
- 22 maggio - Rasmus Nielsen, pallavolista danese
- 22 maggio - Ludovic Robeet, ciclista su strada belga
- 22 maggio - Leni Shida, velocista ugandese
- 22 maggio - Dario Simion, hockeista su ghiaccio svizzero
- 22 maggio - Márk Szécsi, calciatore ungherese
- 22 maggio - Miho Takagi, pattinatrice di velocità su ghiaccio giapponese
- 22 maggio - Jesper Tjäder, sciatore freestyle svedese
- 22 maggio - Kira Toussaint, nuotatrice olandese
- 22 maggio - Blair Turgott, calciatore giamaicano
- 22 maggio - Yago da Silva Rocha, calciatore brasiliano
- 23 maggio - Dhurgham Ismail, calciatore iracheno
- 23 maggio - Michele Antonelli, marciatore italiano
- 23 maggio - Albert Homs, cestista spagnolo
- 23 maggio - Carl Johansson, calciatore svedese
- 23 maggio - Esa Lindell, hockeista su ghiaccio finlandese
- 23 maggio - Randal Oto'o, calciatore gabonese
- 23 maggio - Lára Kristín Pedersen, calciatrice islandese
- 23 maggio - Thomas Pledl, calciatore tedesco
- 23 maggio - Krystal Rivers, pallavolista statunitense
- 23 maggio - Philipp Wiesinger, calciatore austriaco
- 23 maggio - Abdallah Yaisien, calciatore francese
- 23 maggio - Yun Sung-bin, skeletonista sudcoreano
- 24 maggio - Bryan Barrios, calciatore honduregno
- 24 maggio - Cayden Boyd, attore statunitense
- 24 maggio - Roberto Chen, calciatore panamense
- 24 maggio - Joseph Dan-Tyrell, calciatore samoano
- 24 maggio - Anderson Esiti, calciatore nigeriano
- 24 maggio - Brian Ferreira, calciatore argentino
- 24 maggio - Leah Galton, calciatrice britannica
- 24 maggio - Valerian Gvilia, calciatore georgiano
- 24 maggio - Naoki Kawaguchi, calciatore giapponese
- 24 maggio - Leonel López, calciatore messicano
- 24 maggio - Jarell Martin, cestista statunitense
- 24 maggio - Emma McKeon, ex nuotatrice australiana
- 24 maggio - Hervaine Moukam, calciatore camerunese
- 24 maggio - Lily Newmark, attrice e modella britannica
- 24 maggio - Carola Paissoni, judoka italiana
- 24 maggio - Dimaş Qūdaibergen, cantautore e polistrumentista kazako
- 24 maggio - Sandy Sánchez, calciatore cubano
- 24 maggio - Daiya Seto, nuotatore giapponese
- 24 maggio - Dan Spătaru, calciatore moldavo
- 24 maggio - Milda Valčiukaitė, canottiera lituana
- 24 maggio - Andreas Veerpalu, fondista estone
- 24 maggio - Niv Zrihan, calciatore israeliano
- 24 maggio - Rodrigo de Paul, calciatore argentino
- 25 maggio - Batuhan Artarslan, calciatore turco
- 25 maggio - Hannah Blundell, calciatrice inglese
- 25 maggio - Nathan Dawe, disc jockey britannico
- 25 maggio - Alvin Fortes, calciatore olandese
- 25 maggio - Richie Mo'unga, rugbista a 15 neozelandese
- 25 maggio - Margherita Muzi, pallavolista italiana
- 25 maggio - Joseph Norman, pallavolista statunitense
- 25 maggio - Chanice Porter, lunghista giamaicana
- 25 maggio - Alexandra Raisman, ex ginnasta statunitense
- 25 maggio - Caroline Rask, calciatrice danese
- 25 maggio - Kylee Saunders, cantautrice e attrice statunitense
- 25 maggio - Jerai Torres, velocista gibilterriano
- 25 maggio - Samed Yeşil, calciatore tedesco
- 25 maggio - Mauro Zubiaurre, cestista uruguaiano
- 26 maggio - Franco Cervi, calciatore argentino
- 26 maggio - Nolan Cressler, ex cestista statunitense
- 26 maggio - Bryson Fonville, ex cestista statunitense
- 26 maggio - Elliot Giles, mezzofondista britannico
- 26 maggio - Eli Goree, attore canadese
- 26 maggio - Miljan Govedarica, calciatore bosniaco
- 26 maggio - Jack Gower, ex sciatore alpino britannico
- 26 maggio - Lindsey Heaps, calciatrice statunitense
- 26 maggio - Fernando Joao, ex calciatore argentino
- 26 maggio - Caroline Jouisse, nuotatrice francese
- 26 maggio - Kim Jun-ho, schermidore sudcoreano
- 26 maggio - Cornelia Lister, ex tennista svedese
- 26 maggio - Devante Mays, giocatore di football americano statunitense
- 26 maggio - Joanne Missingham, goista taiwanese
- 26 maggio - Herman Pen'kov, calciatore ucraino
- 26 maggio - Andrés Schetino, calciatore uruguaiano
- 26 maggio - Mike Schilder, cestista olandese
- 26 maggio - Jessica Sobrino Mizrahi, nuotatrice artistica messicana
- 26 maggio - Bruno Felipe Souza da Silva, calciatore brasiliano
- 26 maggio - Jorge Vidal Valdez, calciatore argentino
- 26 maggio - Jherson Vergara, ex calciatore colombiano
- 26 maggio - Trick Williams, wrestler statunitense
- 27 maggio - Max Arnold, calciatore tedesco
- 27 maggio - Shawnacy Barber, astista canadese († 2024)
- 27 maggio - Blair Brown, giocatore di football americano statunitense
- 27 maggio - Tyias Browning, calciatore inglese
- 27 maggio - João Cancelo, calciatore portoghese
- 27 maggio - Nicolás Dibble, calciatore uruguaiano
- 27 maggio - Margot Gambarotta, calciatrice italiana
- 27 maggio - Guillermo Hernangómez, cestista spagnolo
- 27 maggio - Aymeric Laporte, calciatore francese
- 27 maggio - Gergely Nagy, calciatore ungherese
- 27 maggio - Njabulo Ngcobo, calciatore sudafricano
- 27 maggio - Phil Pietroniro, hockeista su ghiaccio canadese
- 27 maggio - Patrick Ricard, giocatore di football americano statunitense
- 27 maggio - Federico Ricci, calciatore italiano
- 27 maggio - Matteo Ricci, calciatore italiano
- 27 maggio - Georgios Simitsis, taekwondoka greco
- 27 maggio - Khaliq Spicer, cestista statunitense
- 27 maggio - Georgi Stoičkov, ex calciatore bulgaro
- 28 maggio - Alec Benjamin, cantautore statunitense
- 28 maggio - Víctor Camarasa, calciatore spagnolo
- 28 maggio - Gustavo Chams, fotografo, pittore e illustratore brasiliano
- 28 maggio - Marie Gülich, cestista tedesca
- 28 maggio - Sarah Lavin, ostacolista e velocista irlandese
- 28 maggio - George Miron, calciatore rumeno
- 28 maggio - Makoto Ninomiya, tennista giapponese
- 28 maggio - Victor Oliveira, calciatore brasiliano
- 28 maggio - Paul Onuachu, calciatore nigeriano
- 28 maggio - Taybor Pepper, giocatore di football americano statunitense
- 28 maggio - Hrvoje Plum, calciatore croato
- 28 maggio - Antonio Rozzi, calciatore italiano
- 28 maggio - Everaldo Silva do Nascimento, calciatore brasiliano
- 28 maggio - Son Yeon-jae, ex ginnasta sudcoreana
- 28 maggio - John Stones, calciatore inglese
- 29 maggio - Kennedy Bryan, pallavolista statunitense
- 29 maggio - Dan Feeney, giocatore di football americano statunitense
- 29 maggio - Christian Harrison, tennista statunitense
- 29 maggio - Jeon Hun-young, arciera sudcoreana
- 29 maggio - Amur Kalmykov, calciatore russo
- 29 maggio - Mailson Lima, calciatore olandese
- 29 maggio - Lorelei Linklater, attrice statunitense
- 29 maggio - Marcelo Machado dos Santos, calciatore brasiliano
- 29 maggio - Aurélien Ngeyitala, calciatore francese
- 29 maggio - Iryna Romoldanova, taekwondoka ucraina
- 29 maggio - Tom Schwarz, pugile tedesco
- 29 maggio - Johanna Skottheim, biatleta svedese
- 29 maggio - Dejan Todorović, cestista bosniaco
- 29 maggio - Oliver Wynne-Griffith, canottiere britannico
- 29 maggio - Dmitrij Živogljadov, calciatore russo
- 30 maggio - Johan Bezzina, calciatore maltese
- 30 maggio - Kirill Golosnickij, rugbista a 15 russo
- 30 maggio - Víctor González, calciatore cileno
- 30 maggio - Jake Hughes, pilota automobilistico britannico
- 30 maggio - Zach LeDay, cestista statunitense
- 30 maggio - Madeon, disc jockey e produttore discografico francese
- 30 maggio - Maria Messner, slittinista italiana
- 30 maggio - Mike Moore, cestista statunitense
- 30 maggio - Vasileios Mparkas, calciatore greco
- 30 maggio - Óscar Pelegrí, ex ciclista su strada e ex pistard spagnolo
- 30 maggio - Brett Phillips, giocatore di baseball statunitense
- 30 maggio - Nazim Sangaré, calciatore tedesco
- 30 maggio - Laurence St-Germain, sciatrice alpina canadese
- 31 maggio - Luciano Acosta, calciatore argentino
- 31 maggio - Borys Barone, calciatore uruguaiano
- 31 maggio - Denys Bezborod'ko, calciatore ucraino
- 31 maggio - Heorhij Buščan, calciatore ucraino
- 31 maggio - Andrei Ciofu, ex calciatore moldavo
- 31 maggio - Gísli Eyjólfsson, calciatore islandese
- 31 maggio - David Fletcher, giocatore di baseball statunitense
- 31 maggio - Víctor García Marín, calciatore spagnolo
- 31 maggio - Deiondre' Hall, giocatore di football americano statunitense
- 31 maggio - Changmo, rapper sudcoreano
- 31 maggio - Thiago Monteiro, tennista brasiliano
- 31 maggio - Nikola Popović, calciatore serbo
- 31 maggio - Shim Eun-kyung, attrice sudcoreana
- 31 maggio - Dariusz Świercz, scacchista polacco
- 31 maggio - Devin Williams, cestista statunitense
- 31 maggio - Madison Wilson, nuotatrice australiana